# Auto Union 1000

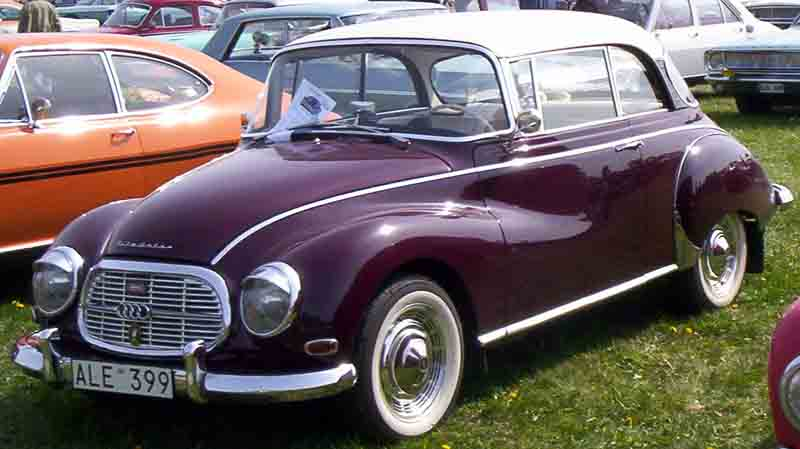
Auto Union 1000 S Coupe

Auto Union 1000 var en bil i mellanklassen tillverkad av DKW (Auto Union) som ersatte modellen DKW 3=6 1958. Den tillverkades i Västtyskland fram till 1963 då den ersattes av DKW F102. Tillverkningen fortsatte dock i Brasilien och Argentina där man tillverkade modellversionen Auto Union 1000 S fram till 1967.
Varumärket Auto Union användes för första gången på denna modell, det var egentligen beteckningen för hela koncernen, men efter hand som de övriga varumärkena lagts ner var det till slut bara DKW kvar, och då valde företaget att byta till Auto Union.